# Université de Montpellier Paul-Valéry
 (février 2025).
Si vous disposez d'ouvrages ou d'articles de référence ou si vous connaissez des sites web de qualité traitant du thème abordé ici, merci de compléter l'article en donnant les références utiles à sa vérifiabilité et en les liant à la section « Notes et références ».
L'université de Montpellier Paul-Valéry, anciennement dénommée université Paul-Valéry-Montpellier-III jusqu'en 2025, est une université française créée en 1970, héritière de l'université de Montpellier fondée en 1289. Elle est spécialisée dans les lettres, les langues, les arts et les sciences humaines et sociales.
Elle est l'un des membres fondateurs du PRES Sud de France puis de la COMUE Languedoc-Roussillon Universités.
Son campus principal se situe route de Mende, au nord de Montpellier avec une antenne à Béziers au centre universitaire Du-Guesclin, et trois antennes délocalisées à Montpellier : Saint-Charles (rue du Professeur-Henri-Serre), Saint-Louis (rue Saint-Louis) et Boutonnet (rue de l'École-Normale).
En 2023, elle regroupe 21 623 étudiants répartis dans six UFR et deux instituts. Le 16 juillet 2024, l'Université Paul-Valéry Montpellier devient un établissement public expérimental, comprenant désormais comme établissements-composantes l'ENSAM et le Centre international de musiques médiévales (d) (CIMM).

## Histoire
Cette section ne s'appuie pas, ou pas assez, sur des sources secondaires ou tertiaires indépendantes du sujet. Le texte peut contenir des analyses inexactes ou inédites de sources primaires.
Pour l'améliorer, ajoutez-en, ou placez des modèles {{Source secondaire souhaitée}} ou {{Source secondaire nécessaire}} sur les passages mal sourcés. (mars 2024)

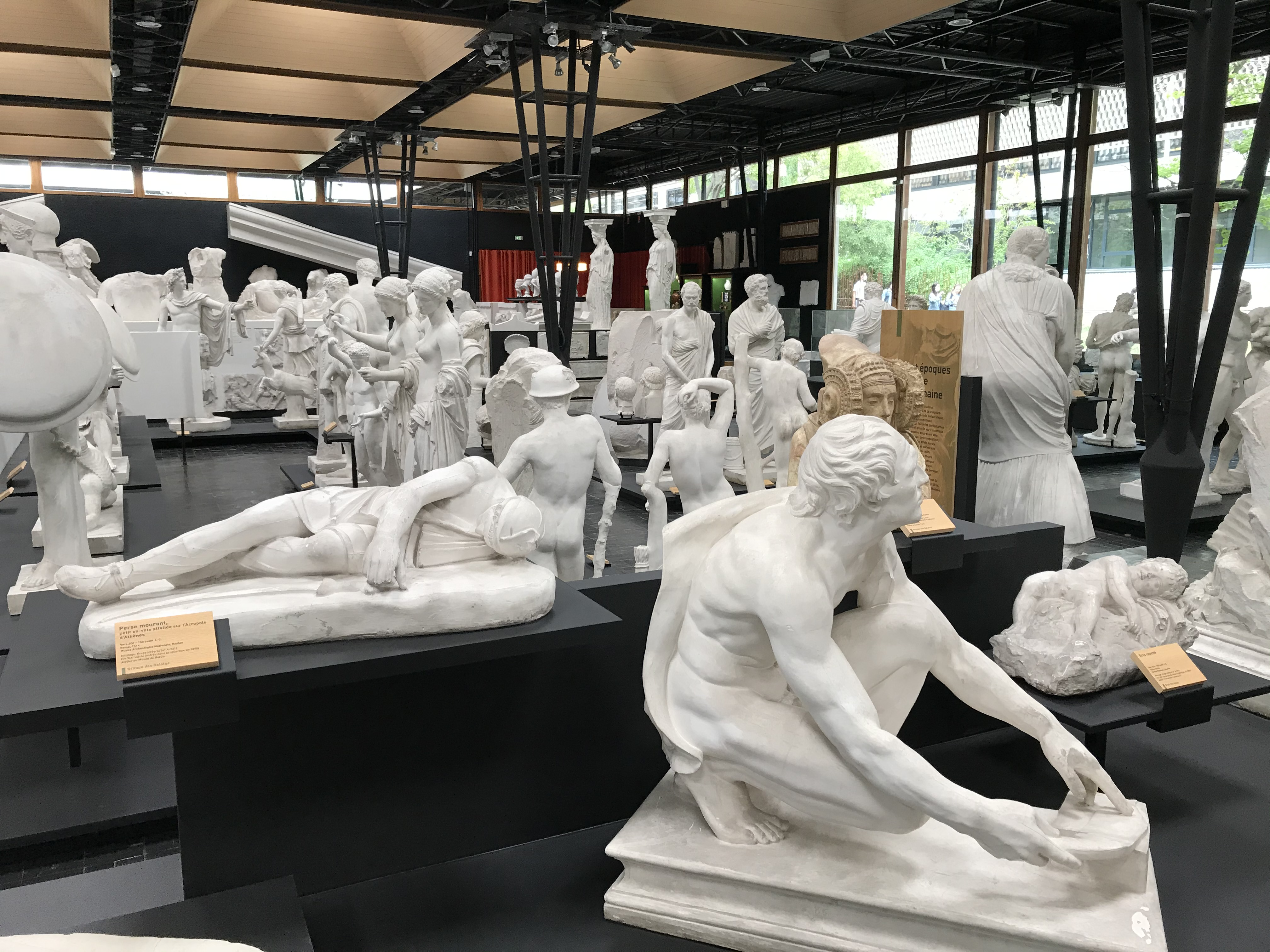
Vue du musée des Moulages en 2021.

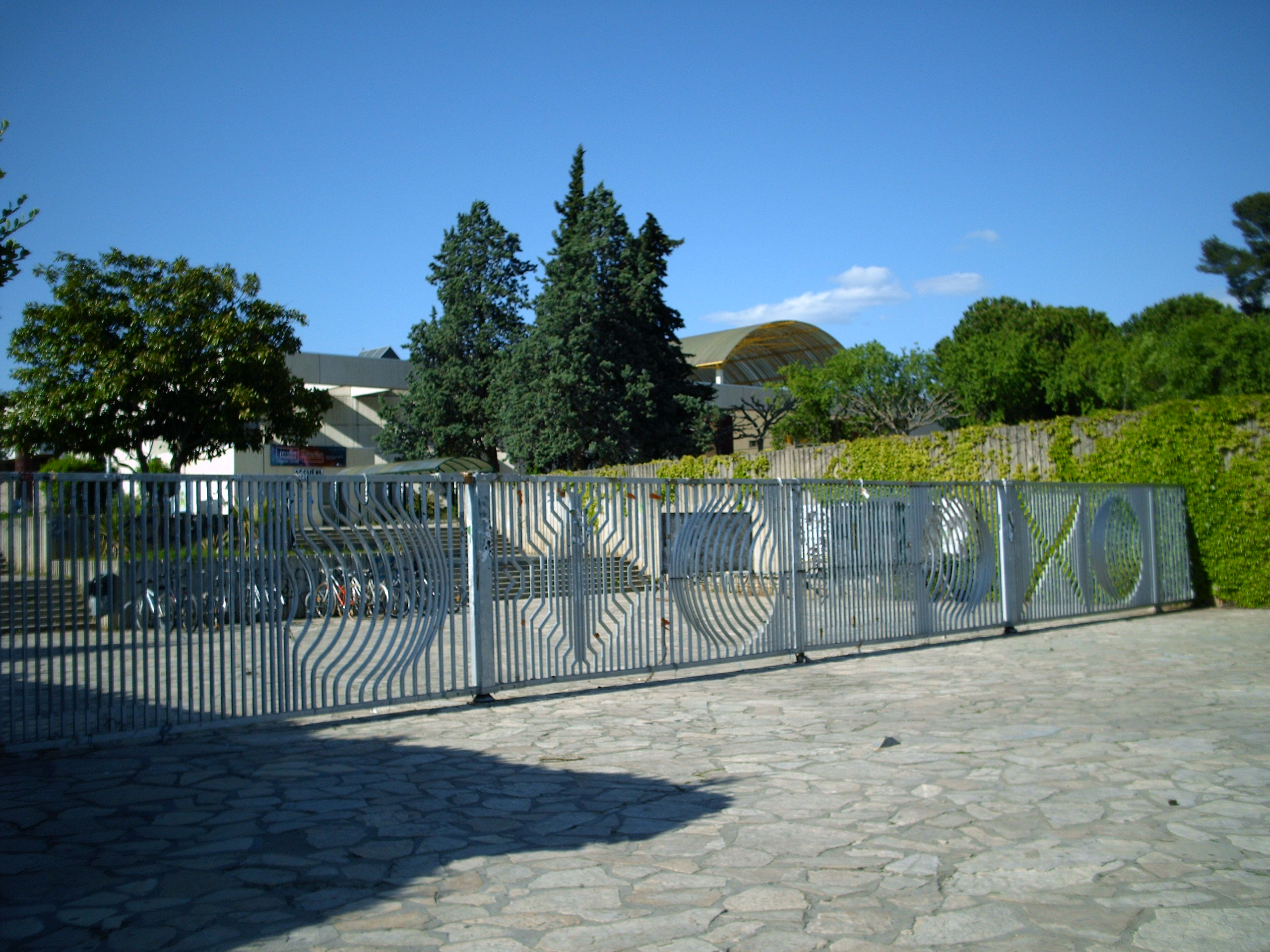
La grille de Vasarely, à l'ancienne entrée de l'université Paul-Valéry-Montpellier-III (jusqu'en 2021).

L'université de Montpellier, parente de l'actuelle université de Montpellier Paul-Valéry, est l'une des plus anciennes universités d'Europe. Fondée le 26 octobre 1289 par la bulle pontificale Quia Sapientia du pape Nicolas IV, elle regroupe alors des écoles de médecine, d'arts et de droit, devenant la troisième université créée en France, après l'université de Paris et l'université de Toulouse, et ce, jusqu'à sa dissolution en 1793 comme les autres institutions de l'Ancien Régime.
En 1808, le décret qui fonda l'Université impériale prescrit l'établissement d'une faculté des lettres à Montpellier. Celle-ci fut constituée par arrêté ministériel en 1809 avant d'être dissoute pour des raisons économiques en 1816.
La faculté est rétablie en 1838 par ordonnance de Louis-Philippe. Elle se situe dans la maison Plantade, situé place de la Canourgue, lieu qu'elle partage (non sans mal)[réf. nécessaire] avec la faculté des sciences de l'époque jusqu'en 1840, avant de déménager au rez-de-chaussée du Musée Fabre.
En 1890, comme les autres facultés, elle rejoint le Palais universitaire inauguré rue de l'Université.
En 1939, une faculté de lettres est construite en centre-ville de Montpellier, face à la cathédrale Saint-Pierre, rue du Cardinal de Cabrières, qui comprenait notamment une pièce pour le musée des moulages. La faculté est inaugurée par le doyen d'alors, Augustin Fliche.
Devenue trop exiguë, la faculté déménage ensuite en 1966 et s'installe sur un campus de dix hectares au nord de Montpellier, route de Mende, à proximité du campus de la future université Montpellier-II. Souhaitant éviter certaines erreurs d'aménagement de l'université Montpellier-II, l'esthétique architecturale se veut particulièrement soignée et de grands espaces verts sont créés.
En 1970, à la suite de la loi Faure, les anciennes facultés de l'université historique de Montpellier sont scindées en trois universités distinctes (Montpellier I, II et III). En 1985, l'université de Montpellier III prend l'intitulé d'université Paul-Valéry Montpellier III, en hommage à l'écrivain né à Sète, qui réalisa ses études à Montpellier. Les disciplines principales y étant enseignées sont la littérature, la psychologie, la philosophie, les arts et langues ainsi que les sciences humaines et sociales.
En 1986, un nouveau bâtiment comprenant trois amphithéâtres dont un de 900 places est construit au sein de l'université Paul-Valéry.
En 1998, une antenne de l'université est construite à Béziers sur le site de l'ancienne caserne Du Guesclin.
En 2007, l'université de Nîmes devient indépendante et ne fait plus partie de l'université Paul-Valéry-Montpellier-III.
En 2011, un nouveau site de l'université, Saint-Charles, ouvre ses portes en centre-ville de Montpellier dans les bâtiments historiques de l'ancien hôpital du même nom, qui sera agrandi en 2017. Ce site est consacré à la recherche en sciences de l'homme et de la société.
En 2015, suite de la fusion des universités Montpellier-I et II qui deviennent l'université de Montpellier contemporaine, l'université Paul-Valéry garde son nom entier « université Paul-Valéry-Montpellier-III ».
En juillet 2024, l'université de Montpellier-Paul-Valéry est transformée en établissement public expérimental, avec l'adjonction comme établissements-composantes de l'ENSAM et du Centre international de musiques médiévales (d) (CIMM). Ce changement vise aussi à harmoniser son appellation avec celle de l'autre université montpelliéraine, d'où son nouveau nom : « Université de Montpellier Paul-Valéry ».

## Patrimoine

### Musée des moulages
L'université de Montpellier Paul-Valéry possède un musée de moulages inauguré le 23 mai 1890, jour de la célébration du sixième centenaire de l’université au sein de l'université de Montpellier d'alors. Créé dans un but éducatif, il fut implanté dans un immeuble commun aux facultés de droit et des lettres, le Palais de l'université, actuels locaux de l'académie de Montpellier, avant de déménager dans le site contemporain de l'université Paul-Valéry Montpellier, route de Mende.
En 1904, la faculté de lettres acquiert la collection Charles Didelot, chanoine de Valence, constituée pendant la seconde moitié du XIXe siècle. Cet homme, ayant voyagé en Espagne et en Italie et désireux d’illustrer l’évolution de la sculpture chrétienne du IVe au XIIe siècle, décida de réaliser des moulages des sculptures qu'il considérait comme les plus remarquables conservées dans la sud-est de la France, de la Catalogne à l’Auvergne et de la Provence au Lyonnais. À sa mort, en 1900, grâce à une subvention de l'Association des Amis de l'université, ses héritiers cèdent la collection à la faculté de lettres aux conditions qu’elle prenne l’ensemble de la collection et qu’elle l’expose sous le nom de « collection Didelot ».
Sont exposées dans ce musée plus de trois cents pièces de sculptures antiques, cent cinquante pièces d’art médiéval de la période romaine de la vallée du Rhône, de la Provence, du Roussillon et de l’Auvergne, des sarcophages paléochrétiens, frises, et chapiteaux romains[réf. souhaitée].

## Organisation

### Direction
L'équipe de direction est composée, depuis 2023, de la présidente de l'université Anne Fraïsse ainsi que douze vice-présidents.

### Composantes

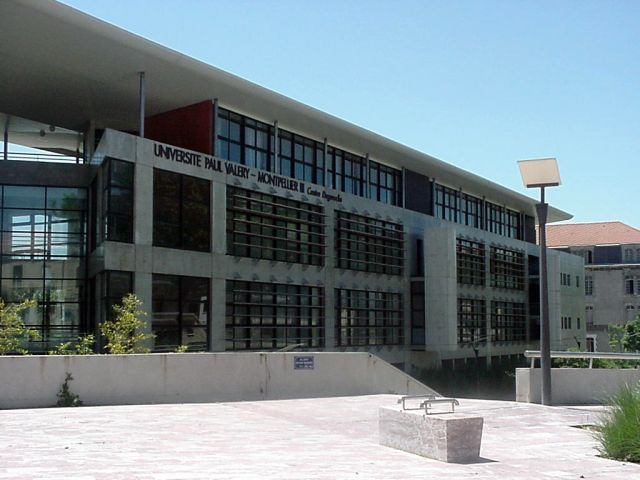
L'antenne de Béziers (centre Du Guesclin).

L'université de Montpellier Paul-Valéry dispose de huit composantes :
- six facultés (Unité de formation et de recherche) ;
- deux Instituts.

#### Faculté des lettres, arts, philosophie, psychanalyse (UFR 1)
Elle est composée des sept départements suivants :
- langues et littératures anciennes ;
- lettres modernes ;
- philosophie ;
- psychanalyse ;
- musique ;
- arts du spectacle ;
- arts plastiques.

#### Faculté de langues et cultures étrangères et régionales (UFR 2)
Elle est composée des sept départements suivants :
- Études anglophones ;
- Études germaniques ;
- Études néo-helléniques ;
- Études Langues slaves ;
- Études chinoises ;
- Études ibériques et ibéro-américaines ;
- Études portugaise, brésiliennes et autres pays lusophones ;
- Études italiennes et de roumain ;
- Études méditerranéennes ;
- Études occitanes ;
- Langues étrangères appliquées ;
- Centre de langues étrangères et régionales.

#### Faculté des sciences humaines et des sciences de l'environnement (UFR 3)
Elle est composée des sept départements suivants :
- Aménagement ;
- Archéologie ;
- Environnement ;
- Géographie ;
- Histoire ;
- Histoire de l'art ;
- Patrimoine.

#### Faculté des sciences sociales, des organisations & des institutions (UFR 4)
Elle est composée des deux départements suivants :
- Administration économique et sociale (AES) ;
- DUT Carrières sociales.

#### Faculté des sciences du sujet & de la société (UFR 5)
Elle est composée des trois départements suivants :
- psychologie ;
- sociologie ;
- anthropologie.

#### Faculté - Éducation et sciences pour les LLASHS (UFR 6)
- 32 enseignants rattachés.

Elle est composée des quatre départements suivants :
- sciences de l'éducation ;
- formation des enseignants en LLASHS ;
- mathématiques et informatique appliquées.

#### Institut des Technosciences de l'Information et de la Communication (ITIC)
Il est composé des trois départements suivants :
- information et communication ;
- information et documentation ;
- sciences du langage.

#### Institut universitaire d’Enseignement du Français langue Étrangère (IEFE)
L'université possède aussi un institut universitaire d’enseignement du français langue étrangère.

### Recherche
La recherche, à l'université de Montpellier Paul-Valéry, est composée de :
- deux écoles doctorales ;
- dix-neuf équipes de recherche labellisées par le ministère (six UMR, treize équipes d'accueil) ;
- une maison d'édition : les « Presses universitaires de la Méditerranée » (PULM).

#### École doctorale 58 - Langues, Littératures, Cultures, Civilisations (ED 58 - LLCC)
L'ED 58 propose des doctorats en études néo-helléniques, en architecture, en arts, en philosophie, en épistémologie, en didactique, en sciences de l'éducation, en sciences du langage, en esthétique, en études culturelles, en études linguistiques et littératures, en histoire de l'art, en histoire.

#### École Doctorale 60 - Territoires, Temps, Sociétés et Développement (ED60 - TTSD)
L'ED 60 propose des doctorats en archéologie, en aménagement, en biologie des populations et écologie, en égyptologie, en éthique, en ethnologie, en géographie, en psychologie, en science politique, en sciences de gestion, en sciences de l'information, de la communication et de la documentation et en sociologie.

#### Autres centres de recherche
- Laboratoire de zoogéographie ;
- centre d'étude des marchés et des inégalités ;
- centre d'études et de recherches des pays du Commonwealth ;
- centre de recherches sur la formation, l'éducation et l'enseignement (CERFEE) ;
- centre d'information et de recherche sur les cultures d'Amérique du Nord.

## Statistiques

### Évolution du nombre d'étudiants
| 2000   | 2001   | 2002   | 2003   | 2004   | 2005   | 2006   | 2007   |
| ------ | ------ | ------ | ------ | ------ | ------ | ------ | ------ |
| 21 124 | 21 221 | 19 769 | 19 906 | 18 433 | 17 452 | 16 245 | 15 421 |

| 2008   | 2009   | 2010   | 2011   | 2012   | 2013   | 2014   | 2015   |
| ------ | ------ | ------ | ------ | ------ | ------ | ------ | ------ |
| 15 120 | 15 768 | 17 079 | 18 072 | 18 687 | 19 311 | 18 369 | 19 269 |

| 2016   | 2017   | 2018   | 2019   | 2020   | 2021   | 2022   | - |
| ------ | ------ | ------ | ------ | ------ | ------ | ------ | - |
| 19 499 | 19 513 | 19 927 | 21 318 | 21 837 | 21 997 | 21 263 | - |

### Chiffres clés
En 2021, elle dispose de :
- 774 enseignants-chercheurs ;
- 1439 intervenants extérieurs ;
- 663 personnels BIATSS ;
- 72 000 m2 de surfaces bâties dont :
  - 6 518 m2 pour la recherche ;
  - 13 832 m2 pour la bibliothèque universitaire ;
  - 3 659 m2 pour l'antenne biterroise ;

## Vie étudiante

### Maison des étudiants

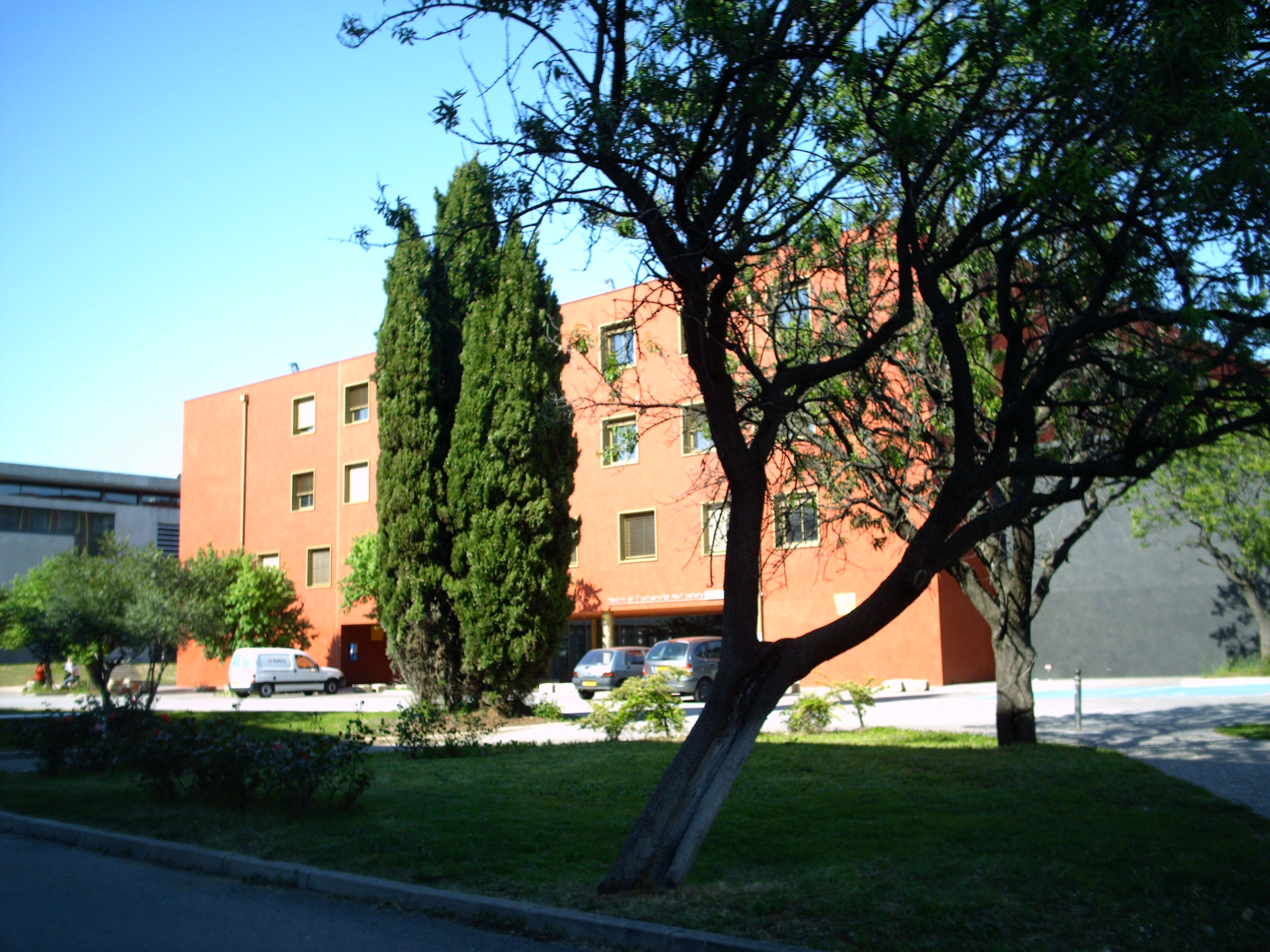
Le bâtiment du théâtre.

La vie étudiante s'organise autour de la Maison des étudiants. La Maison des étudiants est un lieu d'animation, de leurs syndicats (on peut trouver sur le campus des sections de Solidaires Étudiant-e-s et du SCUM, membre de la CNT-SO) et de leurs associations qui disposent pour la plupart de locaux au sein de la MDE.
Son but est d'aider les étudiants à réaliser leurs projets permettant ainsi d'ouvrir et de développer des lieux de création, de pratique culturelle et d'animation du campus.

## Personnalités liées à l'université

### Doyens et présidents[21]
|            | Nom                                                                                             | Domaine de compétences                                                                          | Mandat                                                                                          |
| Doyens     | Faculté des lettres de Montpellier sous l'Université impériale (1809-1816)                      | Faculté des lettres de Montpellier sous l'Université impériale (1809-1816)                      | Faculté des lettres de Montpellier sous l'Université impériale (1809-1816)                      |
| ---------- | ----------------------------------------------------------------------------------------------- | ----------------------------------------------------------------------------------------------- | ----------------------------------------------------------------------------------------------- |
| Doyens     | Jean-Alexandre de Carney                                                                        | professeur de littérature latine                                                                | 1809-1816                                                                                       |
| Doyens     | Faculté des lettres de Montpellier (1838-1870)                                                  |                                                                                                 |                                                                                                 |
| Doyens     | Louis Siguy                                                                                     | professeur de littérature ancienne                                                              | 1838-1861                                                                                       |
| Doyens     | Alexandre Germain                                                                               | professeur d'histoire                                                                           | 1861-1878                                                                                       |
| Doyens     | Désiré Nolen                                                                                    | professeur de philosophie                                                                       | 1878-1881                                                                                       |
| Doyens     | Ferdinand Castets                                                                               | professeur de littérature étrangère                                                             | 1881-1902                                                                                       |
| Doyens     | Paul Gachon                                                                                     | professeur d'histoire                                                                           | 1902-1908                                                                                       |
| Doyens     | Léon Pélissier                                                                                  | professeur d'histoire                                                                           | 1908-1912                                                                                       |
| Doyens     | Joseph Vianey                                                                                   | professeur de littérature française                                                             | 1912-1934                                                                                       |
| Doyens     | Augustin Fliche                                                                                 | professeur d'histoire de Moyen Âge                                                              | 1934-1946                                                                                       |
| Doyens     | Jean Bourcier                                                                                   | professeur de langue et littérature romanes                                                     | 1946-1957                                                                                       |
| Doyens     | Pierre Jourda                                                                                   | professeur de littérature française                                                             | 1957-1966                                                                                       |
| Doyens     | Hubert Gallet de Santerre                                                                       | professeur d'archéologie                                                                        | 1966-1968                                                                                       |
| Doyens     | Pierre Laubriet (d)                                                                             | professeur de littérature française                                                             | 1968-1970                                                                                       |
| Présidents | Université Paul-Valéry-Montpellier-III puis Université de Montpellier Paul-Valéry (depuis 1970) | Université Paul-Valéry-Montpellier-III puis Université de Montpellier Paul-Valéry (depuis 1970) | Université Paul-Valéry-Montpellier-III puis Université de Montpellier Paul-Valéry (depuis 1970) |
| Présidents | Pierre Laubriet (d)                                                                             | professeur de littérature française                                                             | 1970-1975                                                                                       |
| Présidents | André Martel                                                                                    | professeur d'histoire contemporaine                                                             | 1975-1982                                                                                       |
| Présidents | Pierre Vitoux (d)                                                                               | professeur de littérature anglaise                                                              | 1982-1987                                                                                       |
| Présidents | Michel Gayraud (d)                                                                              | professeur d'histoire ancienne                                                                  | 1987-1990                                                                                       |
| Présidents | Jules Maurin (d)                                                                                | professeur d'histoire contemporaine                                                             | 1990-1995                                                                                       |
| Présidents | Pierre Benedetto (d)                                                                            | professeur de psychologie                                                                       | 1995-1998                                                                                       |
| Présidents | Michèle Weil (d)                                                                                | professeur de littérature française                                                             | 1998-2003                                                                                       |
| Présidents | Jean-Marie Miossec                                                                              | professeur de géographie                                                                        | 2003-2008                                                                                       |
| Présidents | Anne Fraïsse                                                                                    | professeur de littérature ancienne                                                              | 2008-2016                                                                                       |
| Présidents | Patrick Gilli (d)                                                                               | professeur d'histoire médiévale                                                                 | 2016-2020                                                                                       |
| Présidents | Anne Fraïsse                                                                                    | professeur de littérature ancienne                                                              | Depuis 2020                                                                                     |

### Fonds d'archives
- Fonds : Université Paul Valéry, Montpellier III (1854-2011) [ml].  Cote : 5 ETP. Montpellier : Archives départementales de l'Hérault (présentation en ligne).